# SEVEN
劉行志（1984年6月28日—），藝名SEVEN，台灣職業魔術師，出生於花蓮縣。曾為團體CIRCUS成員，大學時期才開始接觸魔術，目前入行已有十年資歷，2010年代表台灣以貓王魔術的作品參加澳門國際魔術節大賽獲獎。

## 獲獎經歷
．2010年澳門國際魔術節大賽舞台魔術冠軍

## 電視經歷
- 2009年 年代電視台《今晚誰當家》
- 2009年 東森綜合《魔力型男M5》
- 2009年 八大綜合台《娛樂百分百》
- 2013年 華視《綜藝百分百》
- 2013年 台視《王子的約會》
- 2013年 中視《達人總動員》